# Kivumys
Kivumys és un subgènere del gènere Lophuromys que viu a les muntanyes de l'est de la República Democràtica del Congo i a Ruanda, Uganda i Burundi. El subgènere conté tres espècies: L. (K.) luteogaster, L. (K.) medicaudatus i L. (K.) woosnami. Es diferencia de l'altre subgènere de Lophuromys per tenir les potes i les orelles més llargues, la cua llarga i les urpes curtes.